# شبق شرجي
الشَبَق الشَرجي أو الإثارة الجنسية الشَرجية (بالإنجليزية: Anal eroticism)‏ هوَ نشاط شَهواني يُركز على الشرج وفي بعض الأحيان المُستقيم. افترض سيغموند فرويد أنَّ المَرحلة الشَرجية أثناء النمو النفسي الجنسي تتميز بغلبة شَبق الشَرج (الإثارة الجنسية للشرج).